# Isolasia jacktordoffi
Isolasia jacktordoffi är en fjärilsart som beskrevs av Ronkay, Hreblay och Peregovits. Isolasia jacktordoffi ingår i släktet Isolasia och familjen nattflyn. Inga underarter finns listade i Catalogue of Life.